# Krasnooktiabrski (Adiguesia)
Krasnooktiabrski (del ruso: Краснооктябрьский) es un pueblo (posiólok) del raión de Maikop en la república de Adiguesia de Rusia. Está en la confluencia entre los ríos Kurdzhips y Bélaya, 10 km al noroeste de Tulski y 4 km al sur de Maikop, la capital de la república. Tenía 5 875 habitantes en 2010.
Es centro administrativo del municipio homónimo, al que pertenecen Daguestánskaya, Krasni Most, Kurdzhipskaya, Mirni, Prirechni, Sadovi, Spokoini y Tabachni.

## Nacionalidades
De los 5 488 habitantes con que contaba en 2002, el 85.3 % era de etnia rusa, el 3.6 % era de etnia adigué, el 3.4 % era de etnia ucraniana, el 1.7 era de etnia armenia y el 0.1 % era de etnia kurda.